# 10415 Mali Lošinj
10415 Mali Lošinj là một tiểu hành tinh vành đai chính với chu kỳ quỹ đạo là 1886.7904751 ngày (5.17 năm).
Nó được phát hiện ngày 23 tháng 10 năm 1998.